# Wall of Sound
Wall of Sound (klankmuur) is een geluidsopnametechniek waarbij gestreefd wordt naar een zo vol mogelijk diffuus geluid, waarbij de onderlinge muziekinstrumenten moeilijk te onderscheiden zijn.
Phil Spector was de uitvinder van deze werkwijze. Hij streefde naar een zo goed mogelijke beluisterbaarheid van popmelodieën op elke stereo-installatie, ook al was de kwaliteit hiervan nog zo slecht. Als referentie beluisterde hij zijn mixen op een autoradio.
Het typerende van de Wall of Sound is:
- lange bastonen
- snelle percussie (meestal sambaballen en/of castagnetten)
- een heel zware bassdrum (of pauken) in de achtergrond
- een constant neuriënd koor
- leadzang die niet (duidelijk) boven de begeleiding uitkomt

Door deze elementen ontstaat een geluid waar geen microseconde stilte in zit.